# بن ودسايد
بن ودسايد (بالإنجليزية: Ben Woodside)‏ مواليد 1 يوليو 1985 في ألبرت ليا، هو لاعب كرة سلة جورجي بدأ مسيرته الاحترافية في سنة 2009 يلعب مع فريق شركة الإتصالات التركية في الدوري التركي لكرة السلة كلاعب هجوم خلفي. يبلغ طوله 5 قدم 11 بوصة (1.8 م).

## فرق لعب لها
- بي سي إم جرافيلين
- نادي إشبيلية لكرة السلة
- تورك تيليكوم

## روابط خارجية
- بن ودسايد على موقع الدوري الإسباني لكرة السلة (الإسبانية)
- بن ودسايد على موقع كرة السلة الأوروبية.كوم (الإنجليزية)
- بن ودسايد على موقع كلية كرة السلة في سبورتس رفرنس.كوم (الإنجليزية)
- بن ودسايد على موقع ريلجم (الإنجليزية)
- بن ودسايد على موقع بروبوليرز (الإنجليزية)
- بن ودسايد على موقع سبورتس رفرنس (الإنجليزية)